# Boux-sous-Salmaise
Boux-sous-Salmaise is een gemeente in het Franse departement Côte-d'Or (regio Bourgogne-Franche-Comté) en telt 149 inwoners (1999). De plaats maakt deel uit van het arrondissement Montbard.

## Geografie
De oppervlakte van Boux-sous-Salmaise bedraagt 14,2 km², de bevolkingsdichtheid is 10,5 inwoners per km².
De onderstaande kaart toont de ligging van Boux-sous-Salmaise met de belangrijkste infrastructuur en aangrenzende gemeenten.

## Demografie
Onderstaande figuur toont het verloop van het inwonertal (bron: INSEE-tellingen).